# Halvvägs lägnen
Halvvägs lägnen är ett skär i Åland (Finland). Det ligger i Skärgårdshavet och i kommunen Kökar i landskapet Åland, i den sydvästra delen av landet. Ön ligger omkring 73 kilometer öster om Mariehamn och omkring 210 kilometer väster om Helsingfors.
Öns area är 0,4 hektar och dess största längd är 120 meter i öst-västlig riktning. Trakten är glest befolkad. Närmaste större samhälle är Kökar, 15,9 km nordväst om Halvvägs lägnen.